# أمايا أو الباسك في القرن الثامن
أمايا أو (الباسك في القرن الثامن) هي رواية تاريخية رومانسية كتبها فرانسيسكو نافارو فيلوسلادا. نُشرت في الأصل عام 1877 في مجلة "Ciencia cristiana" ثم نُشرت لاحقًا في عام 1879 ككتاب مستقل. تدور أحداث القصة أثناء غزو الموريون لإسبانيا القوطية.

## ملخص القصة
يمزج الكتاب بين التاريخ والأسطورة، ويقدم موقفًا يتحد فيه الباسك الوثنيون والمسيحيون تحت قيادة أول ملك لنافار ويتحالفون مع بيلايو، أول ملك لأستورياس للدفاع عن أيبيريا الكاثوليكية ضد المسلمين الغزاة.

أمايا هي امرأة نبيلة مسيحية، ابنة امرأة الباسك ورانيميرو، الجنرال القوطي الغربي الذي لا يرحم.  وهي ابنة أخت الزعيم الوثني أماغويا، الذي يفضل ابنة أختها الوثنية الأخرى وريثة لأسرار أيتور، بطريرك أسلاف الباسك.  باكوميو هو يهودي يتآمر متنكرًا بين المسلمين والقوط الغربيين والباسك.  يوديس، دوق قنطبرية، هو ابن باكوميو، ولكن من خلال إخفاء أصله اليهودي، وصل إلى منصب رفيع في مملكة القوط الغربيين ويطمح إلى السلطة بما يتجاوز ما يسمح به حلفاؤه ووالده.

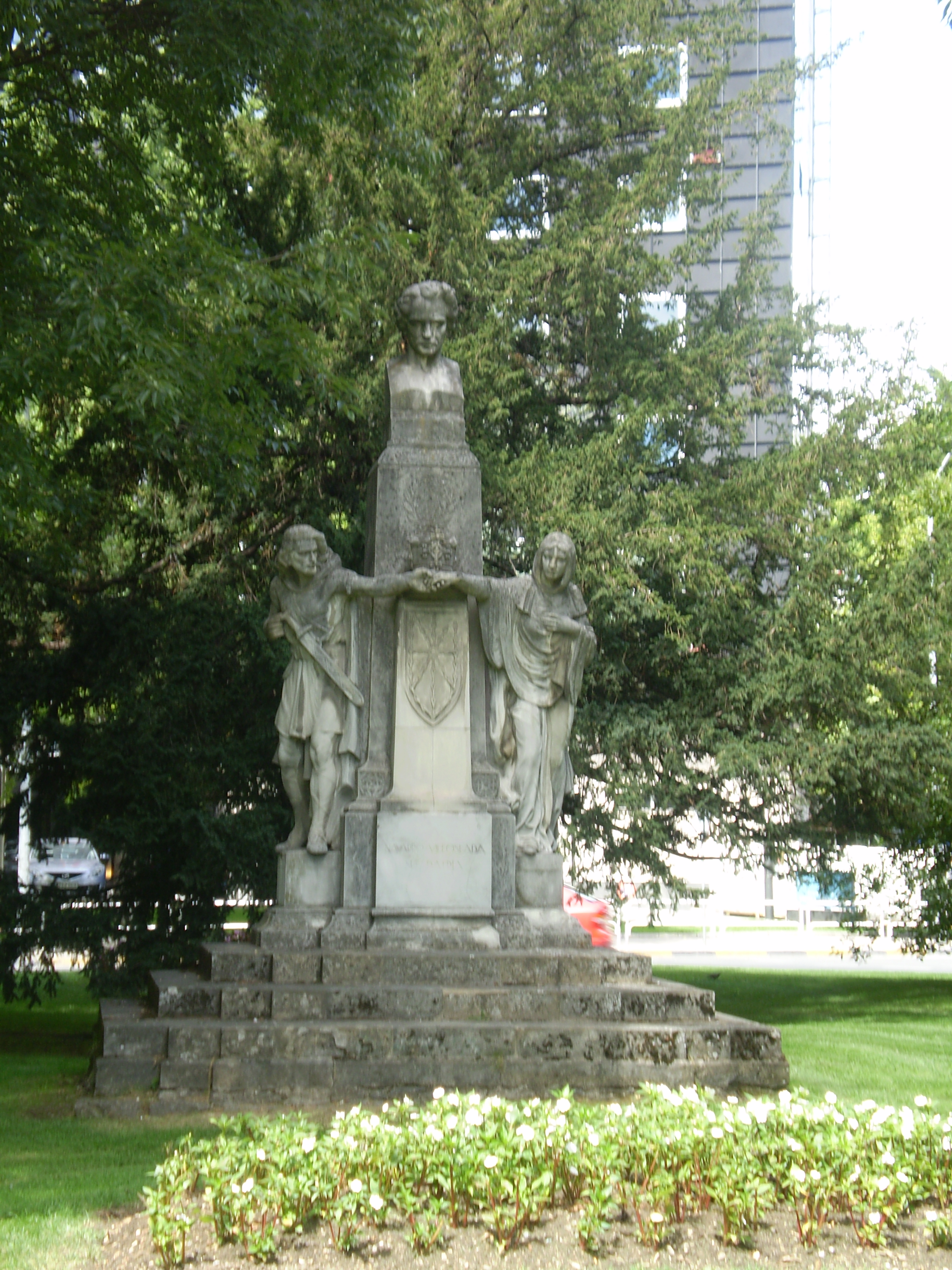
على النصب التذكاري الذي يكرم نافارو فيلوسلادا في بامبلونا، إسبانيا، يتمسك غارسيا وأمايا بأيديهما فوق شعار مملكة نافار.

وفي النهاية ينكشف سر إيتور ليوصي بالمسيحية؛  اعتنق الباسك الوثنيون (باستثناء أماغويا) وتزوجت أمايا من زعيم المقاومة الباسكية غارسيا، ليصبحوا أول ملوك نافارا.  تم أيضًا ذكر أساطير تيودوسيو دي غوني وسان ميغيل دي أرالار، وفلوريندا، ومائدة سليمان في طليطلة، وغيرها في المؤامرة.

## تأثيرات
الرواية مستوحاة من كتابات والتر سكوت  والحركة الكارلية الكاثوليكية، حيث تصور النافاريين كمدافعين أقوياء عن الملكية الإسبانية والمسيحية. تُنسب أسطورة أيتور باعتباره بطريرك الباسك إلى جوزيف أوغسطين تشاهو.
أعجب الشاب ميغيل دي أونامونو برواية (أمايا) ورواية (بلانكوس إي نيغروس) لأرتورو كامبيون، متأثرًا بهذه الأعمال قرر دومينغو دي أغيري إنتاج عمل مماثل باللغة البسكاية، مما أدى إلى نشر "Auñamendiko lorea" ("زهرة جبال البرانس").
تُستخدم اليوم "Amaia" و"Amagoia" (في التهجئة الحديثة) كأسماء نسائية باسكية. يستخدم "Asier" اليوم كاسم ذكر من الباسك.
ظهرت أوبرا أمايا لخيسوس غوريدي (المستوحاة من الرواية) لأول مرة في كوليسيو ألبيا في بلباو في عام 1920.
ظهرت نسخة الفيلم في عام 1952.